# Sigurd al II-lea al Norvegiei
Sigurd Haraldsson (n. 1133, Norvegia – d. 10 iunie 1155, Bergen, Danemarca-Norvegia) a fost regele Norvegiei din 1136 până în 1155. A fost fiul lui Harald al IV-lea al Norvegiei și a amantei sale, Tora Guttormsdotter. A guvernat împreună cu frații săi, Inge I al Norvegiei și Eystein al II-lea al Norvegiei.
Sigurd a fost înțretinut de Guttorm sau Sådegyrd Bårdsson (Sáðagyrðr Bárðarson) în Trøndelag. Când tatăl său a fost ucis de către pretendentul Sigurd Slembe în 1136, Sigurd a fost făcut rege în Eyrathing. În același timp, frații lui Inge și Magnus au fost făcuți co-guvernatori. Tutorii lor și-au unit forțele împotriva lui Sigurd Slembe și a aliatului său, fostul rege Magnus cel Orb. Luptele împotriva acestor pretendenți au dominat primii ani ai domniei lui Sigurd. În 1139, ei au fost învinși și uciși în bătălia de la Holmengrå.
După aceasta a urmat o perioadă de pace. În timpul minorității celor trei frați, Sigurd, Inge și Magnus, nobilimea din Norvegia a cooperat pentru a conduce regatul și i-a sfătuit pe regi. În 1142, fratele lor vitreg, Eystein a venit în  Norvegia din Scoția. Paternitatea lui a fost recunoscută, deoarece Harald Gille recunoscuse că avea un fiu peste mări. Eystein a devenit rege și co-guvernator împreună cu cei trei frați. Magnus, ale căror detalii sunt puține, a murit din cauze naturale în 1140.
În 1152, Norvegia a fost vizitată de către delegatul papal Nicolae Breakspear. În timpul vizitei sale, biserica din Norvegia a fost organizată într-o arhiepiscopie separată, su sediul la Nidaros.
Pe măsură ce a crescut și vechii consilieri au murit, ostilitatea a început să crească între frați. În 1155, toți trei au stabilit să se întâlnească în Bergen într-un efort de a menține pacea. Inge i-a acuzat pe Sigurs și pe Eystein că plănuiau să-l detroneze. Sigurd a negat acuzațiile, dar câteva zile mai târziu, unul dintre gardienii lui Inge a fost ucis de unul dintre gardienii lui Sigurd. La sfatul mamei sale, Ingrid, și a consilierului său principal, Gregorius Dagsson, Inge a ordonat oamenilor săi să ia cu asalt casa unde Sigurd avea reședința. Regele Sigurd a murit pe 6 februarie 1155. El a fost îngropat la catedrala veche din Bergen, în ceea ce este astăzi Cetatea Bergenhus. Această catedrală a fost demolată și înlocuită cu o catedrală la scurt timp după aceea.